# 六號上菲興克里克鎮區 (北卡羅萊納州厄齊康縣)
六號上菲興克里克鎮區（英語：Township 6, Upper Fishing Creek）是位於美國北卡羅萊納州厄齊康縣的一個鎮區。

## 地方資料
六號上菲興克里克鎮區的面積為142.20平方千米，皆為陸地。根據2020年美國人口普查的數據，當地共有人口1225人，而人口密度為每平方千米8.61人。